# Ina Garten

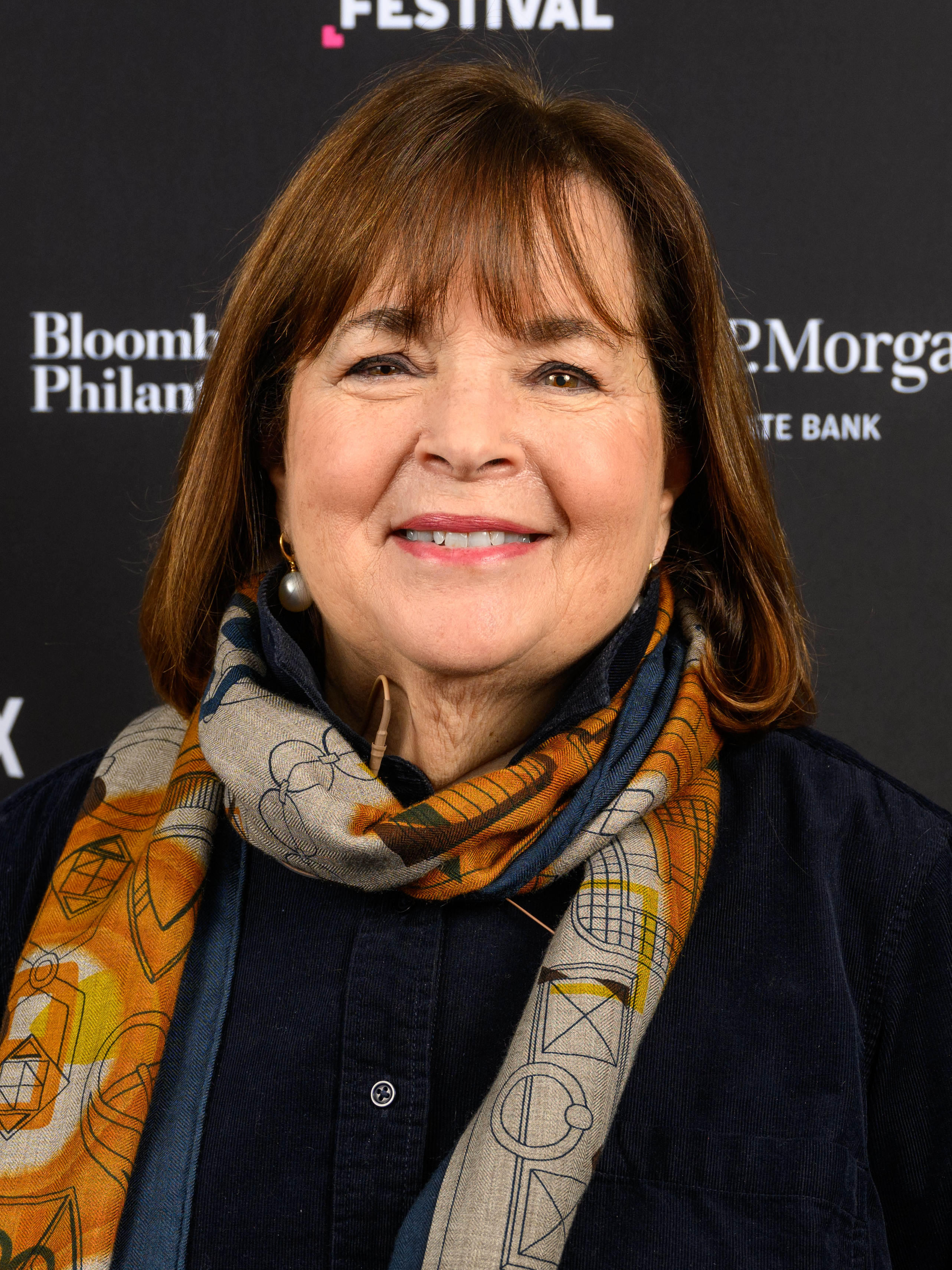
Ina Garten (2024)

Ina Rosenberg Garten (* 2. Februar 1948 in Brooklyn, New York City) ist eine US-amerikanische Köchin, Kochbuchautorin, Kolumnistin und Star einer Kochsendung, die in den USA durch den Sender Food Network unter dem Titel Barefoot Contessa ausgestrahlt wird. Protegiert von anderen US-amerikanischen Fernsehgrößen wie Martha Stewart, Oprah Winfrey und Patricia Wells hat sie sich den Ruf erworben, Zuschauern und Lesern die gehobene Küche einfach und nachvollziehbar zu demonstrieren. Die konsistente Verwendung des Begriffes Barefoot Contessa hat dabei zu ihrem Bekanntheitsgrad beigetragen. Ihre Fans bezeichnen Ina Garten häufig als The Contessa.
Ina Garten verfügt nicht über eine Ausbildung als Köchin. Ihr Wissen und ihre Kochtechnik stammten zunächst aus Büchern über die französische Küche und die Küche Neuenglands. Zu ihren frühen Mentoren zählen Eli Zabar, ein Betreiber von Feinkostläden, und Martha Stewart. Ihre Karriere begann mit dem Delikatessengeschäft Barefoot Contessa. Später arbeitete sie als Kolumnistin und veröffentlichte eine Reihe Kochbücher. Sie vermarktet heute Lebensmittelprodukte im oberen Preissegment, ihre Sendung hat bei Food Network die höchsten Zuschauerzahlen.

## Karriere

### Die ersten Jahre
Ina Garten wurde in Brooklyn, New York geboren und wuchs in Stamford, Connecticut auf. Sie ist das zweite Kind des Chirurgen Charles H. Rosenberg und seiner Frau Florence. Beide Elternteile legten Wert auf eine gute Schulausbildung und ermutigten ihre Tochter, eher Zeit mit Hausaufgaben zu verbringen als hausfrauliche Fähigkeiten zu erwerben. Ina Garten lernte mit 15 Jahren ihren späteren Ehemann Jeffrey Garten kennen, als sie ihren älteren Bruder im Dartmouth College besuchte. Nach Abschluss der High School besuchte sie die Syracuse University, um dort zunächst Modedesign zu studieren, änderte ihr Hauptfach dann jedoch in Wirtschaftswissenschaften. Sie gab ihr Studium auf, als sie im Alter von 20 Jahren Jeffrey Garten heiratete.

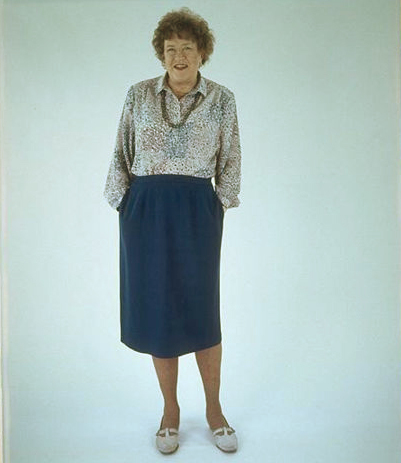
Prägend für Ina Gartens Kochstil: Die bekannte US-amerikanische Köchin Julia Child

Ina Garten ließ sich 1968 gemeinsam mit ihrem Ehemann in Fort Bragg, North Carolina nieder. Während ihr Ehemann seinen Militärdienst im Vietnamkrieg absolvierte, begann sie, sich intensiver mit dem Kochen zu beschäftigen. Nach Ende des Militärdienstes reiste das Ehepaar für vier Monate durch Frankreich. Garten bezeichnete diese Reise als den Ursprung ihrer Vorliebe für die französische Küche: Beeindruckend und neu für sie seien die Märkte mit ihrer Vielfalt an frischen Lebensmitteln gewesen. Nach der Rückkehr in die USA begann sie, sich mit den Kochbüchern von Julia Child zu beschäftigen. Eine große Rolle spielte dabei das in den USA sehr weit verbreitete Kochbuch Mastering the Art of French Cooking. Sie begann außerdem, wöchentlich Dinnerpartys zu geben. Gemeinsam mit ihrem Ehemann zog sie 1972 nach Washington, D.C. um.
In Washington arbeitete Ina Garten für das Weiße Haus und studierte parallel an der George Washington University weiter. Ihr Studium schloss sie später mit dem MBA ab. Ihr Mann arbeitete in dieser Zeit für das Außenministerium. Ursprünglich als Hilfskraft angestellt, erhielt Ina Garten nach einiger Zeit die Stelle einer Referentin für Budgetfragen. Zu ihren Aufgabengebieten gehörte die Erstellung des US-amerikanischen Atomenergie-Budgets sowie die Erarbeitung von Strategiepapieren zu Atomanlagen unter den US-Präsidenten Gerald Ford und später Jimmy Carter. Als Ausgleich zu der von ihr als belastend empfundenen Arbeit kochte sie und veranstaltete an den Wochenenden regelmäßig Dinnerpartys. Parallel dazu war sie im Immobilienbereich tätig. In der Umgebung von Washington, D. C. kaufte sie Häuser auf, die sie umbauen ließ und weiterverkaufte. Mit dem Erlös dieser Nebentätigkeit erwarb sie den Delikatessenladen Barefoot Contessa.

### Das DelikatessengeschäftBarefoot Contessa
1978 sah Ina Garten zufällig eine Zeitungsanzeige, in der ein Delikatessenladen in Westhampton Beach zum Verkauf angeboten wurde. Sie entschied sich sehr schnell nach der Besichtigung, das Geschäft zu erwerben, gab ihre Anstellung bei der US-Regierung auf und zog nach New York, um von dort aus den Laden zu betreiben. „Meine Arbeit in Washington war intellektuell aufregend und fordernd, aber es entsprach mir einfach nicht“, begründete sie vier Jahre später in einem Interview für die New York Times ihren Schritt.
Das Geschäft war von seinem ursprünglichen Eigentümer in Erinnerung an Ava Gardner und ihren Film Die barfüßige Gräfin – im Original Barefoot Contessa – genannt worden. Ina Garten ließ den Namen unverändert, weil dies aus ihrer Sicht ihrer Geschäftsidee eines zwar eleganten, aber pragmatischen Lebensstils entsprach. Nach einem Monat Zusammenarbeit mit dem vormaligen Besitzer übernahm sie die alleinige Kontrolle über das Geschäft. Ihr Delikatessenladen, in dem unter anderem vorgefertigte Gerichte angeboten wurden, erwies sich unter ihrem Management als erfolgreich. Sie vermarktete bereits zu diesem Zeitpunkt unter einem eigenen Markennamen Kaffeespezialitäten und baute einen Lieferservice für Partys auf.
Garten kochte anfangs die meisten von ihr gelieferten Gerichte selbst, beschäftigte aber zunehmend weitere Köche und Bäcker, als ihr Umsatz stieg. Bereits nach einem Jahr suchte sie sich einen größeren Laden mit mehr Verkaufsfläche. Auch dieser erwies sich wenige Jahre später ebenfalls als zu klein. 1985 verlegte sie ihr Geschäft in Long Islands exklusiven Vorort East Hampton Village.

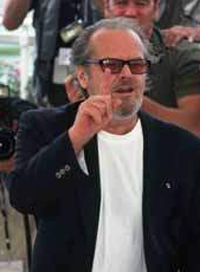
In Ina Gartens Delikatessengeschäft gedrehte Szene des Films Was das Herz begehrt mit Jack Nicholson in der Hauptrolle

Von einem Laden mit anfänglich 37 Quadratmeter Fläche expandierte sie nach und nach auf 278 Quadratmeter. Sie spezialisierte sich auf Delikatessen wie Lobster Cobb Salad – einen Salat mit kaltem Hummer –, Kaviar, importierte Käsesorten und landwirtschaftliche Produkte, die in der Region angebaut wurden. Bei ihren Kunden handelte es sich überwiegend um wohlhabende New Yorker, die in der Gegend ihren Sommersitz hatten. Ihr Laden wurde so bekannt, dass die Regisseurin Nancy Meyers sich entschied, einige Szenen ihres mit Jack Nicholson und Diane Keaton besetzten Films Was das Herz begehrt in Ina Gartens Laden zu drehen. Auch in der Presse wurde das Geschäft mehrfach von bekannten Persönlichkeiten des Filmgeschäfts erwähnt, unter anderem von Steven Spielberg und Lauren Bacall.
1996, nachdem sie das Geschäft fast zwei Jahrzehnte betrieben hatte, verkaufte Ina Garten es an zwei ihrer Mitarbeiter. Sie selbst blieb allerdings Besitzerin des Gebäudes, in dem der Laden angesiedelt war. Sie nahm sich eine sechsmonatige Auszeit, um andere Geschäftsideen zu entwickeln, und baute in dieser Zeit unter anderem die Flächen oberhalb des Ladens zu Büros aus. Erfolg hatte sie in dieser Zeit mit ihrer Website Barefoot Contessa, über die sie einige ihrer Produkte wie beispielsweise ihre Kaffeemarke online vertrieb.
Der Delikatessenladen Barefoot Contessa schloss im Jahr 2004, nachdem der Mietvertrag ausgelaufen war und Verhandlungen zwischen Ina Garten und den neuen Betreibern des Geschäftes über eine Mietverlängerung scheiterten. Das Scheitern der Mietverhandlungen ist auch als Versuch Ina Gartens gedeutet worden, den Delikatessenladen wieder unter ihre Kontrolle zu bringen, nachdem der Laden unter den neuen Betreibern Umsatzanteile an einen Konkurrenten verloren hatte. Auch Ina Garten eröffnete den Laden allerdings nicht erneut, sondern vermietete die Ladenfläche anderweitig.

### Die Kochbücher
Auf Vorschlag ihres Mannes konzentrierte sich Ina Garten ab 1999 auf die Publikation von Kochbüchern. 1999 erschien ihr erstes Kochbuch The Barefoot Contessa Cookbook, in dem viele der Rezepte abgedruckt waren, mit denen sie in ihrem Delikatessenladen erfolgreich war. Der Verkaufserfolg übertraf sowohl Ina Gartens als auch die Erwartungen des Verlages Clarkson Potter. Das Kochbuch erschien mit einer Auflagenzahl von 35.000 Exemplaren, was in den USA eine typische Auflagenzahl für ein Kochbuch eines nicht etablierten Autors ist. Die erste Auflage des Kochbuch war allerdings sehr bald vergriffen und das Kochbuch wurde noch im Erscheinungsjahr ein zweites und ein drittes Mal aufgelegt. Insgesamt verkaufte Ina Garten im ersten Jahr über 100.000 Bücher. Ihren jungen Ruhm als Kochbuchautorin nutzte sie aus und veröffentlichte im Jahr 2001 Barefoot Contessa Parties!, das sich gleichermaßen als sehr erfolgreich erwies und eine Reihe guter Kritiken erhielt. Dem folgte 2002 das Kochbuch Barefoot Contessa Family Style. Sowohl Barefoot Contessa Cookbook als auch Parties! wurden im Jahr 2000 und 2002 für die James Beard Awards nominiert. Ihre Nominierungen wurden als überraschend angesehen, da sie verglichen mit anderen nominierten Kandidaten wie der französische Koch Jacques Pépin und dem internationalen Weinexperten Brian St. Pierre als wenig erfahren galt.
Ina Gartens Kochbücher entsprechen in ihrer Ausgestaltung europäischen Kochbüchern des oberen Preissegments. Ihre Kochbücher sind durchgängig mit aufwändigen Farbfotografien bebildert, wobei jedes Rezept mit einer einseitigen und großen Aufnahme illustriert ist. Diese Erscheinungsform, die im Verlagsgeschäft auch als Coffee Table Book bezeichnet wird, hebt sie aus der Masse der in den USA erscheinenden Kochbücher heraus. Für die aufwändige Gestaltung ist Ina Garten gelegentlich kritisiert worden, da ihre Kochbücher relativ wenig Raum für Rezepte bieten. In den USA, wo es keine Preisbindung für Bücher gibt, kommen ihre Bücher mit einem empfohlenen Einzelverkaufspreis von 35 USD in den Handel. Insgesamt hat sie jedoch für ihre Kochbücher positive Kritiken erhalten. Von der in den USA bekannten Köchin Giada de Laurentiis wurde Ina Garten sogar als eine ihrer bevorzugten Autorinnen bezeichnet. Ende 2004 hatte Ina Garten mit ihren ersten drei Kochbüchern insgesamt über 1 Million Bücher verkauft. Seitdem hat sie zwei weitere Kochbücher veröffentlicht. 2004 erschien Barefoot in Paris: Easy French Food You Can Make at Home (übersetzt etwa Barfuß in Paris: Einfache Rezepte der französischen Küche für Sie zu Hause). Dem folgte im Jahr 2006 Barefoot Contessa at Home: Everyday Recipes You’ll Make Over and Over Again (übersetzt etwa: Die barfüßige Gräfin zu Hause: Rezepte, die Sie immer wieder nachkochen werden).

### Die Fernsehsendung

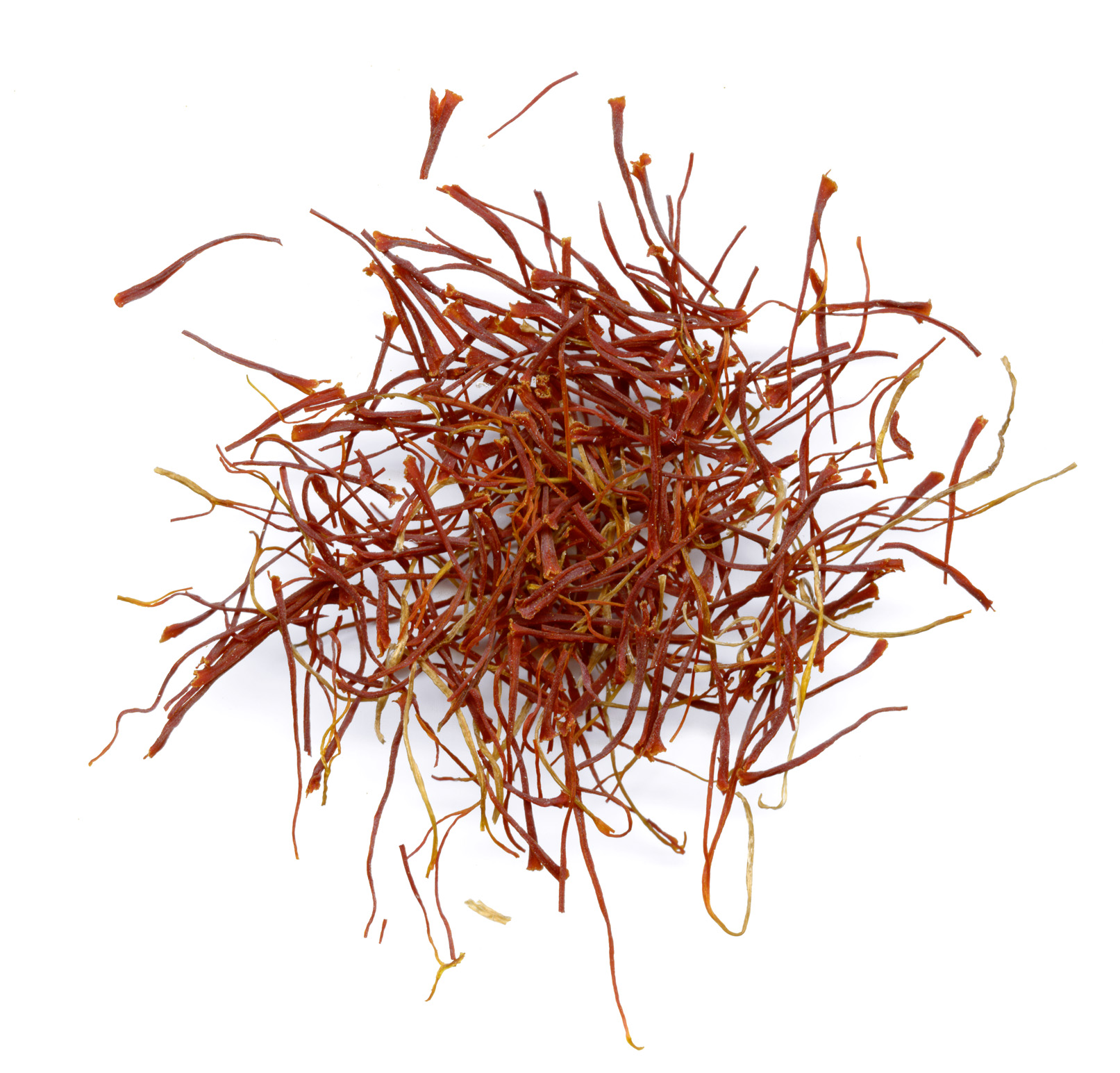
Gelegentlich für Kritik sorgend: Gartens üppige Verwendung teurer Zutaten wie etwa Safran

Kurz nach den ersten Erfolgen mit den zwei Kochbüchern The Barefoot Contessa Cookbook und Barefoot Contessa Parties! erhielt Ina Garten von Food Network das Angebot für eine eigene Kochshow. Sie lehnte das Angebot mehrfach ab, bis Food Network eine in London ansässige Produktionsfirma mit der Herstellung der Sendung beauftragte, die bereits die Kochshow Nigella Bites von Nigella Lawson erfolgreich produzierte. Auch diese Kochshow erschien unter dem bereits etablierten Namen Barefoot Contessa, war das erste Mal im Jahr 2002 auf Sendung und hatte von Beginn an hohe Zuschauerzahlen. Ina Garten konzentrierte sich in ihrer Show auf bodenständige, für die Bewirtung von Gästen ausgerichtete Rezepte. Food Network fand mit Ina Garten eine Persönlichkeit, die beim Publikum mit ihrer ruhigen Art auf positive Resonanz stieß. Die Presse begann, ihre Fernsehpräsenz mit der der US-amerikanischen Koch- und Haushaltsikone Martha Stewart zu vergleichen, sprach ihr aber eine herzlichere Art zu. Kritisiert wird die Show gelegentlich wegen Ina Gartens Gebrauchs von teuren Kochzutaten und ihrem stetigen Betonen, dass nur die besten Zutaten verwendet werden sollten: Boeuf Bourguignon, ein Schmorgericht der bürgerlichen französischen Küche, bereitet Ina Garten beispielsweise mit Rinderfilet statt des deutlich preiswerteren und traditionell verwendeten Fleischs aus der Keule zu. So benötigt sie für ihre Rezepte mitunter Fleisch im Gegenwert von 100 USD (je nach Wechselkurs zwischen 80 und 100 EUR) oder verbraucht in großen Mengen teure Gewürze wie Safran und Vanille. Andere gelegentlich vorgebrachte Kritikpunkte beziehen sich auf den hohen Gehalt ihrer Gerichte an Nahrungsenergie und Fett sowie an der Größe der einzelnen Portionen. Kritisiert wird auch, dass in ihren Kochsendungen regelmäßig ihre verschiedenen BMWs, ihr Tafelsilber, ihre Porzellansammlung sowie andere Luxusgüter gezeigt werden.
Barefoot Contessa hat etwa eine Million Zuschauer und zählt damit zu den am meisten gesehenen Sendungen von Food Network. 2005 wurde die Kochsendung für einen Daytime Emmy Award nominiert.

### Barefoot Contessa – Die Lebensmittelmarke
Im Jahr 2006 begann Ina Garten gemeinsam mit der Lebensmittelfirma Stonewall Kitchen ihre eigene Lebensmittelmarke unter dem Namen Barefoot Contessa Pantry zu lancieren. Die Produktpalette umfasst Fertigprodukte wie Teigmischungen, Marinaden, Saucen und eingemachte Früchte. Sie alle basieren auf ihren populären Rezepten für Gerichte wie Coconut Cupcakes, Maple Oatmeal Scones, Mango Chutney und Lemon Curd. Ähnlich wie die Kochbücher oder die Produkte, die sie über ihr Delikatessengeschäft und später über ihre Internet-Seite vertrieb, sind auch diese Produkte im oberen Preissegment angesiedelt. So liegt der empfohlene Einzelverkaufspreis für eine Brownieteigmischung bei 10 USD. Verkauft werden diese Produkte nur über Delikatessengeschäfte und auf gehobene Küchenausstattung spezialisierte Läden. Ina Garten plant, ihre Lebensmittelmarke zu erweitern, falls sich die erste Produktlinie als erfolgreich erweist.
Ihre Beliebtheit bei ihren Fans stellte auch der große Publikumsandrang unter Beweis, als sie ihre Lebensmittelmarke zu Beginn des Jahres 2006 erstmals der Öffentlichkeit vorstellte. Es kamen mehr als 2.000 Besucher, um die neue Produktlinie zu probieren und kurz mit Ina Garten zusammenzutreffen.

## Erfolgsfaktoren

### Martha Stewart und Eli Zabar – Die Mentoren

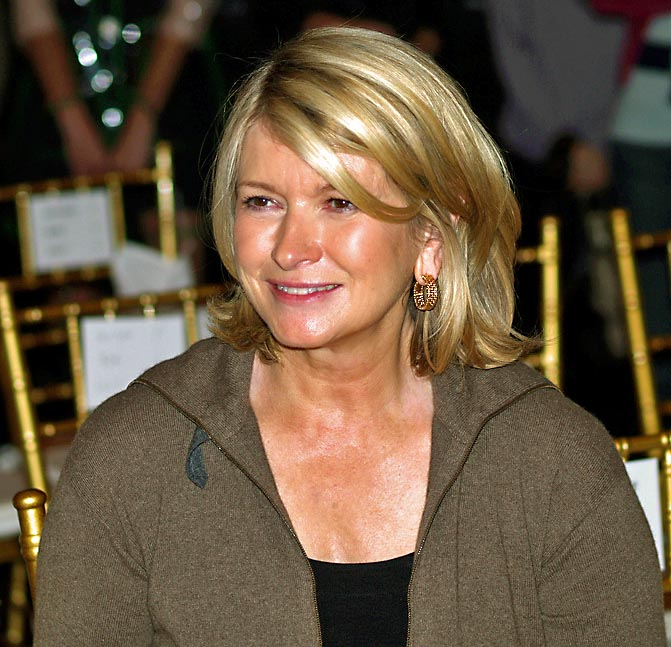
Einflussreich auf Gartens Karriere: Martha Stewart

Martha Stewart, die Herausgeberin des in den USA sehr populären Lifestyle-Magazins Martha Steward Living, spielte am Beginn der Karriere von Ina Garten eine große Rolle. Da sie sowohl Gefallen an Ina Garten Delikatessenladen als auch ihren Rezepten und ihrem Dekorationsstil fand, war Ina Garten sowohl 1998 als auch 2001 mit ihrem Haus und später mit einer ihrer Gebäckkreationen auf der Frontseite dieses vielgekauften Magazins abgebildet. Martha Stewart und Ina Garten arbeiteten über mehrere Jahre zusammen und galten als befreundet. Zu einem kurzzeitigen Zerwürfnis kam es zwischen den beiden, als Martha Stewart sich als Urheberin eines Rezeptes sah, das Ina Garten als ihre Kreation betrachtete. Martha Stewart schrieb jedoch wenig später das Vorwort für Ina Gartens erstes Kochbuch. Ina Garten wiederum verfasste mehrere Kolumnen für Martha Stewart Magazin. Laura Plimpton, die Schwester von Martha Stewart, war außerdem mehrfach zu Gast in Ina Gartens Kochsendung Barefoot Contessa.
Großen Einfluss auf den Kochstil von Ina Garten hatte außerdem Eli Zabar, dem eine Kette von Bäckereien und Delikatessen gehört und der für seine Entwürfe für Dachgärten bekannt ist. Er ermutigte sie, einen Kochstil zu entwickeln, bei dem sie klassische Gerichte vor allem der französischen Küche vereinfachte und einen stärkeren Wert auf den natürlichen Geschmack der Zutaten legte. Heute trägt Ina Garten zu Eli Zabars Bekanntheitsgrad bei, da sie ihre Zuschauern gelegentlich auf seine Backwaren und Produkte hinweist. Einzelne Szenen ihrer Kochshow wurden in Eli Zabars Hauptgeschäft Eli’s Vinegar Factory gedreht. Auch in ihren Kochbüchern empfiehlt sie seine Einzelhandelsprodukte und hat sogar einige von Zabars bekanntesten Rezepte darin aufgenommen.

### Kochshows – ein Modetrend, von dem Ina Garten profitierte
Seit der zweiten Hälfte der 1990er Jahre nimmt in den USA die Popularität von Kochshows stetig zu. Vorreiter dieses Modetrends war Emeril Lagasse mit seiner Sendung Emeril Live. Die Fernsehgruppe Food Network nutzte diese gestiegene Interesse der Zuschauer und brachte eine Reihe neuer Shows auf Sendung. Auch Martha Stewart reagierte darauf mit neuen Sendereihen und der Herausgabe von Zeitschriften, Kochbüchern und Markenartikeln. Schon länger bestehende Zeitschriften wie Gourmet und Bon Appétit verzeichneten in dieser Zeit einen deutlichen Anstieg ihrer Auflagen.

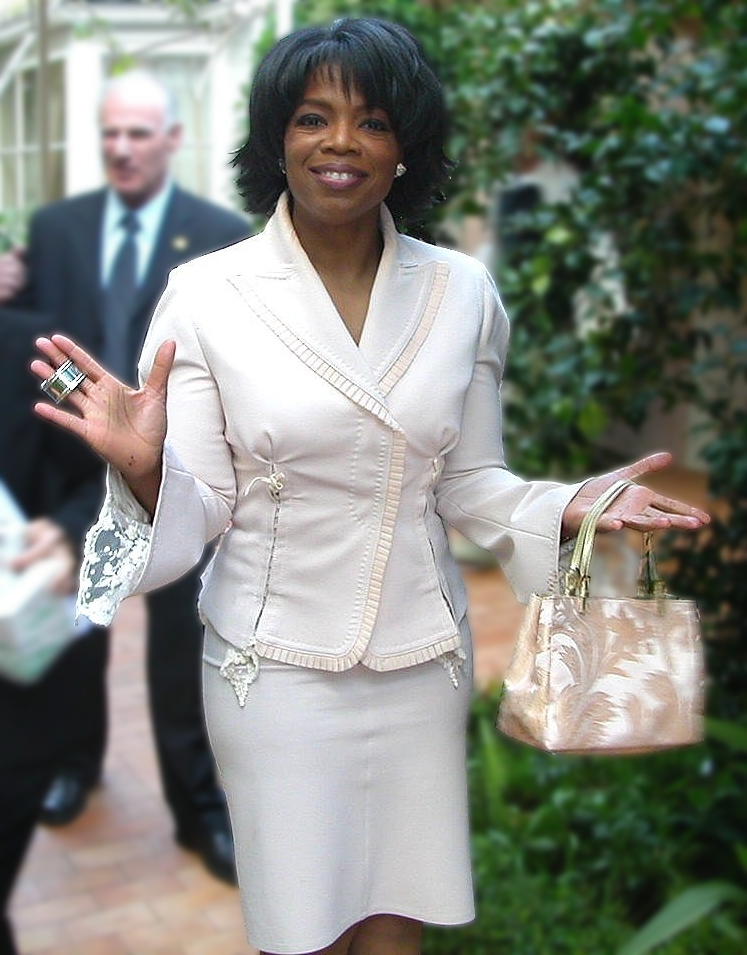
Oprah Winfrey, die Herausgeberin eines Magazins mit Ina Gartens Kolumnen

Ina Gartens Leistung besteht vor allem darin, sich in dieser Zeit mit ihren Kochbüchern und ihrer Auftritten in den Sendungen von Martha Stewart als Kochexpertin zu etablieren und diesen Erfolg im Jahr 2002 mit einer ihrem persönlichen Stil entsprechenden Kochsendung fortzusetzen. Der Ruhm als Fernsehstar verstärkte daneben ihre Präsenz in den Printmedien. Sie schrieb mehrere Kolumnen für O, the Oprah Magazine, eine von der US-amerikanischen Fernsehgröße Oprah Winfrey herausgegebenen Zeitschrift. Sie berät in dieser Zeitschrift auch in Fragen zur Planung für Partys und Bewirtung von Gästen. In der Zeitschrift House Beautiful – einem Frauenmagazin, das seinen Schwerpunkt im Bereich Einrichtung und Kochen hat – hat sie eine monatliche Kolumne mit dem Titel Ask the Barefoot Contessa (Frag die barfüßige Gräfin). In dieser Kolumne beantwortet sie Leserfragen rund um die Themen Kochen und Lifestyle. Ina Garten brachte außerdem eine kleine Serie von Notizbüchern und Rezeptkarten heraus, die ihre Kochbücher ergänzen. Für die Kochbücher zweier anderer US-amerikanischer Kochgrößen, Kathleen King und Rori Trovato schrieb sie die Vorworte. Eines ihrer bekanntesten Rezepte, „Zitronenbrathuhn mit Croutons“, erschien in der Sammlung The Best American Recipes 2005-2006. Ein weiteres ihrer Gerichte wurde in die Sammlung von Today’s Kitchen Cookbook aufgenommen, einer Rezeptsammlung, die die beliebtesten Gerichte der Nachrichtenshow The Today Show zusammenfasste.
Als Martha Stewart im Jahr 2004 wegen Insiderhandel verhaftet wurde, sah die US-amerikanische Presse in Ina Garten diejenige, die in die Fußstapfen dieser Fernsehikone treten könne. Anders als Martha Stewart hat Ina Garten jedoch wiederholt Vorschläge abgelehnt, unter dem mit ihr verknüpften Begriff The Barefoot Contessa eine Zeitschrift, Kochgeschirr, Einrichtungsgegenstände zu vermarkten oder eine Kette von Geschäften zu eröffnen. Als Begründung hat sie bisher angegeben, kein Interesse daran zu haben, ihr Leben zu verkomplizieren. Ihr 2004 veröffentlichtes Kochbuch Barefoot in Paris, von dem sie 2004 und 2005 mehr als 400.000 Exemplare verkaufte, stand auf der Bestsellerliste der New York Times. Im Jahr 2005 unterzeichnete sie einen Vertrag mit Food Network, ihre Kochshow weitere drei Jahre fortzusetzen. Im Herbst 2006 erschien ihr nächstes Kochbuch Barefoot Contessa at Home. Der Vertrag mit ihrem Verleger sieht weitere Kochbücher vor und gilt als einer der am höchsten dotierten für einen Kochbuchautor.
Ina Garten tritt außerhalb ihrer Kochshows nur selten öffentlich auf, obwohl ihre Signierstunden häufig mehr als 500 Besucher anziehen.

## Die Person Ina Garten

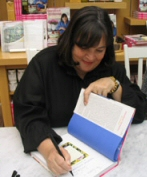
Ina Garten beim Signieren eines Buches

Ina Garten stammt ebenso wie ihr Ehemann aus einer jüdisch-amerikanischen Familie. Während sie selber sich nur selten zu ihrer Religion äußert, zählen Gerichte der jüdischen Küche zu denen, die sie gelegentlich in ihrer Kochsendung demonstriert oder in ihren Kochbüchern beschreibt. Sie kocht allerdings keine koschere Küche. Sie ist nach wie vor mit Jeffrey Garten verheiratet, der nach einer politischen Karriere als Professor für Wirtschaftswissenschaften tätig ist. Anders als ihre übrige Familie ist er gelegentlich in ihren Kochsendungen präsent, unterstützt sie dort bei der Zubereitung von Gerichten oder probiert diese. Seit 2003 besitzt Ina Garten ein Haus im 7. Arrondissement in Paris, das auch bereits Kulisse für eine ihrer Sendungen war. Das Ehepaar verfügt damit insgesamt über drei Wohnsitze und lebt abwechselnd in Southport, Connecticut, East Hampton im Bundesstaat New York und in Paris. Das Ehepaar hat keine Kinder.
Mit weit mehr Interesse als in Europa üblich wird in den USA die politische Haltung von Fernsehprominenten beobachtet und eingeordnet. Auf besonderes Interesse stößt dabei insbesondere deren Meinung sowohl bezüglich des Rechts auf Abtreibung als auch der Haltung gegenüber Homosexuellen. Beide Themen werden innerhalb der US-amerikanischen Gesellschaft besonders kontrovers diskutiert. Ina Garten hat sich zu beiden Themen öffentlich nicht geäußert. Ihr wird jedoch generell eine liberale Haltung zugeschrieben, da sie die Gastgeberin auf einem Benefiz-Dinner einer Organisation war, die sich für das Recht auf Abtreibung einsetzt und zu ihrer Kochsendung häufig Gäste eingeladen sind, die sich zu ihrer Homosexualität offen bekennen.
Für die Wahlkampagnen anlässlich der Wahlen des US-Präsidenten hat sie beträchtliche Beträge sowohl für George H. W. Bush als auch für Bill Clinton und John Kerry gespendet. Im US-Bundesstaat New York ist sie als Mitglied der Demokratischen Partei registriert. Sie selber ist Mitglied des „Design Review Board“ in East Hampton, eines Ausschusses, der für die Vergabe von Baugenehmigungen und für die städtebauliche Weiterentwicklung dieses Örtchens verantwortlich ist.
Sie gilt laut dem Time Magazine als eine der einflussreichsten Personen der Welt.

## Veröffentlichungen und Fernsehsendungen

### Kochbücher
- The Barefoot Contessa Cookbook (1999)
- Barefoot Contessa Parties! Ideas and Recipes for Easy Parties That Are Really Fun (2001)
- Barefoot Contessa Family Style: Easy Ideas and Recipes That Makes Everyone Feel Like Family (2002)
- Barefoot in Paris: Easy French Food You Can Make at Home (2004)
- Barefoot Contessa at Home: Everyday Recipes You’ll Make Over and Over Again (2006)

### Memoiren
- Be Ready When the Luck Happens. Crown, New York 2024, ISBN 978-0-593-79989-5.

### Kolumnen in Zeitschriften
- Entertaining is Fun! in der Zeitschrift Martha Stewart Living, 1999 bis heute
- Entertaining in der Zeitschrift O, The Oprah Magazine, 2003 bis heute
- Ask the Barefoot Contessa in der Zeitschrift House Beautiful, 2006 bis heute

### Fernsehauftritte
- From Martha’s Kitchen: Ina Garten’s Kitchen Clambake (2000)
- Barefoot Contessa (2002 bis heute)
- Chefography (2006)